# Paul Miller (bokser)
Paul Miller (ur. 15 listopada 1978) – australijski bokser, złoty medalista igrzysk Wspólnoty Narodów w Manchesterze, olimpijczyk.

## Kariera amatorska
W 2000 reprezentował Australię na igrzyskach olimpijskich w Sydney. W swojej pierwszej walce w kategorii średniej pokonał na punkty (8:7) reprezentanta Dominikany Jersona Ravelo. W kolejnej walce przegrał na punkty (8:9) z Azerem Vüqarem Ələkbərovem, odpadając z dalszej rywalizacji. W 2002 zdobył złoty medal na igrzyskach Wspólnoty Narodów w Manchesterze. W finale pokonał Anglika Stephena Bircha.

## Kariera zawodowa
Na zawodowym ringu stoczył 9 walk, wygrywając 7. Ostatni pojedynek stoczył 22 października 2005, remisując techniczną decyzją z Rico Nee.